# Ivan Ninčević
Ivan Ninčević, né le 27 octobre 1981 à Zadar est un ancien handballeur croate évoluant au poste d'ailier gauche.

## Biographie
Il a seulement quinze ans lorsqu'il devient handballeur. Trois ans plus tard, il rejoint le club croate de RK Zagreb. En 2005, il signe pour le club de HSG Niesetal-Staufenberg puis celui de Stralsunder HV en 2006. Son contrat, qui se terminait en 2009 n'a pas été renouvelé en raison d'une révocation de permis à la suite de problèmes financiers. Son bilan avec ce dernier club est de 200 buts en 31 matchs.
En octobre 2009, Ivan Ninčević joue au club de RK Zadar. En mai 2010, il signe un contrat de deux ans avec le club Füchse Berlin.
Ivan Ninčević joue dans l'équipe nationale croate. Il figure dans l'équipe qui dispute le Championnat du monde 2011, compétition où il inscrit sept buts en neuf rencontres. En 2012, il participe au Championnat d'Europe et termine troisième avec la sélection croate. Dans cette compétition, ses statistiques sont de treize buts, sur vingt-trois tirs, en huit matchs.
En 2013-2014, il joue au HC Dinamo Minsk, en Biélorussie, puis rejoint le club turc Beşiktaş JK en 2014. Il arrête sa carrière de handballeur en 2017.

## Palmarès

### En équipe nationale
- 5e place au Championnat du monde 2011
- Médaille de bronze aux jeux olympiques de 2012 à Londres,  Royaume-Uni
- Médaille de bronze au Championnat d'Europe 2012
- Médaille de bronze au Championnat du monde 2013
- 4e place au Championnat d'Europe 2014
- 6e place au Championnat du monde 2015

### En club
- Finaliste de la Coupe d'Europe des vainqueurs de coupe en 2005
- Vainqueur du Championnat de Croatie (5) : 2001, 2002, 2003, 2004, 2005
- Vainqueur de la Coupe de Croatie (3) : 2003, 2004, 2005
- Vainqueur du Championnat de Turquie (3) : 2015, 2016, 2017
- Vainqueur de la Coupe de Turquie (3) : 2015, 2016, 2017
- Vainqueur de la Supercoupe de Turquie (3) : 2014, 2015, 2016